# Леонид Млечин
Леонид Миха́йлович Млечин (на руски: Леони́д Миха́йлович Мле́чин) е съветски и руски журналист, международен наблюдател, модератор на „Специално досие“ на „ТВ Център“ и двукратен носител на TEFI (2007, 2009). Член на Съюза на писателите (от 1986 г.) на Русия. Почетен работник на културата на Руската федерация.

## Биография
Млечин е роден на 12 юни 1957 година в Москва. Син е на Ирина Млечина (родина 1935 г.), преводачка и филоложка. Негов втори баща е Виталий Сирокомски (1929 – 2006), съветски журналист. Завършва международния отдел на Факултета по журналистика в Московския държавен университет през 1979 година. От 1979 година. до 1993 година е репортер и колумнист в международното седмично списание „Модерни времена“. След това става редактор на международния отдел и заместник главен редактор на вестник „Известия“. От 1994 г. е водещ на седмичното предаване „Де факто“ по канал „Русия“. Той е и член на тяхната редакционна колегия до 1996 година. От 1997 до 1999 година Млечин е автор и водещ на седмичното актуално предаване „Целият свят без граници“. През ноември 1997 година става автор и водещ на седмичното предаване „Късна вечеря“. През 1997 година прави седмичното актуално предаване „Седмият ден“ по „ТВ Център“. През януари 1998 година Млечин е автор и водещ на публицистичното предаване „Особена папка“. През септември 1999 година става водещ коментатор на ежедневното актуално предаване „Събития“. От юли до декември 2010 година е ководещ на „Съдилището на времето“.
Млечин е редовен сътрудник и член на редакционната колегия на списание „Ново време“, вестник „Експерт“. Млечин редовно се появява в предаването „Особое мнение“ на „Ехото на Москва“.

## Публикации

### В Русия
Автор на много книги, преведени на английски, японски, испански, полски и други езици.
- Млечин Л. М. Деца с лишено детство. Есета. – Москва: Поз. Лит., 1980.
- Mlechin LM Syrokomsky VA Деца, които са лишени от детство, Ню Йорк : Детски книги, 1980, 145s.
- Млечин Л. М. Границата на лудостта. Политическата история. – М. Мол. Страж, 1983 г.
- Млечин Л. М. Проект „Валхала“. Политическата история. – М. Мол. Страж, 1983. 127., Ил. (серия „Стрела“)
- Mlechin LM Последно нещо инспектор Imai. М. Юридическа литература. 1984 224s.
- Млечин Л. М. Специален агент на ФБР . - Москва: Юридически. Лит., 1989.
- Млечин Л. М. В сянката на светилището. Есета. – Москва: Поз. Лит., 1990.
- Млечин Л. М. Моите другари диктатори.
- Млечин Л. М. Най-голямата мистерия на фюрера.
- Млечин Л. М. Руската армия между Троцки и Сталин.
- Млечин Л. М. КГБ . Председатели на органи на държавна сигурност. Разсекретена съдба.
- Млечин Л. М. Късна вечеря.
- Млечин Л. М. Кой бомбардира Америка. Империя на терора „Червени бригади“ до „Ислямски джихад“.
- Млечин Л. М. Кратък живот, дълга смърт.
- Млечин Л. М. История на външното разузнаване. Кариера и съдба.
- Млечин Л. М. Известни самоубийства.
- Млечин Л. М. Свят. Случайна война.
- Млечин Л. М. Железен Шурик.
- Млечин Л. М. Мрежа Москва-ОГПУ-Париж, М.: Краят на века, 1991, 207s.
- Млечин Л. М. „Земеделски репортажи от Париж“, ИПК „Московская правда“, 1992 г., 64c.
- Млечин Л. М. Алиби за страхотен певец [Танц с генерал] (серия „Супершпионки ХХ век“), М. Гей, 1997, 272s.
- Млечин Л. М. Евгений Примаков. Историята на нечия кариера, Москва, 1999 г.
- Млечин Л. М. Кремъл. Президентите на Русия. Стратегия на властта от Елцин до Путин . - М.: Центрполиграф, 2002. – 703 с. ISBN 5-227-01931-2.
- Млечин Л. М. Брежнев. М .: Млада гвардия, 2008. 624 c., Ill. (Поредица от „велики хора“) ISBN 978-5-235-03114-2.
- Млечин Л. М. Евгений Примаков. М.: Млада гвардия, 2008 (поредица от „велики хора. Биографията продължава“).
- Млечин Л. М. МВнР. Министрите на външните работи: романтици и циници. – М.: Центрполиграф, 2001.
- Млечин Л. М. Известно самоубийство. – М .: Детектив Прес, 2001.
- Млечин Л. М. Студената война : политика, генерали, офицери от разузнаването. – Москва Центрополиграф, 2009. – 274 с.
- Млечин Л. М. Шелепин . - 2009. – 389 c., Ил. – 3000 бр. – ISBN 978-5-235-03221-7.
- Млечин Л. М. Защо Сталин уби Троцки. – М.: Центрполиграф, 2010. – 351 с. ISBN 978-5-227-02270-7.
- Mlechin L.M. Furtseva. – 2011.
- Млечин Л. М. Мюнхен 72: Кървава олимпиада . - М.: „Яуза“ „Ексмо“ 2005 г.
- Млечин Л. М. Путин, Буш и войната в Ирак . - М.: „Яуза“ „Ексмо“ 2005 г.
- Млечин Л. М. Назарбаев. Групов портрет на президента. 2011 г.

### В България
- Млечин, Леонид. Обстоятелства около смъртта на господин N.   Пловдив, Христо Г. Данов, 1986. с. 272.
- Млечин, Леонид. Мосад - тайната война.   София, Труд, 2005. ISBN 9545285427. с. 478.
- Млечин, Леонид. Шелепин и ликвидирането на Бандера.   София, Паритет, 2017. ISBN 9786191531608. с. 280.
- Млечин, Леонид. Един ден без Сталин.   София, Паритет, 2017. ISBN 9786191531370. с. 320.
- Млечин, Леонид. Руското контраразузнаване. Животът и съдбата на главните разузнавачи.   София, Паритет, 2017. ISBN 9786191531592. с. 392.
- Млечин, Леонид. Как Адолф Хитлер покори Германия и половината свят.   София, Паритет, 2018. ISBN 9786191531981. с. 316.
- Млечин, Леонид. Путин и Тръмп - врагове, съперници или конкуренти.   София, Паритет, 2019. ISBN 9786191532124. с. 232.
- Млечин, Леонид. Евгений Примаков.   София, Паритет, 2019. ISBN 9786191532018. с. 280.
- Млечин, Леонид. Известни терористи.   София, Паритет, 2019. ISBN 9786191532391. с. 264.
- Млечин, Леонид. Нож в гърба.   София, Паритет, 2019. ISBN 9786191532308. с. 240.
- Млечин, Леонид. Тайни и загадки на Студената война.   София, Паритет, 2019. ISBN 9786191532353. с. 264.
- Млечин, Леонид. Главните разузнавачи на Русия.   София, Паритет, 2022. ISBN 9786191534869. с. 256.
- Млечин, Леонид. Най-голямата тайна на Хитлер.   София, Паритет, 2022. ISBN 9786191534746. с. 256.